# Sztantics György
Sztantics György (Szabadka, 1878. augusztus 19. – Szabadka, 1918. július 10.) nem hivatalos olimpiai bajnok magyar gyaloglóatléta.

## Sportpályafutása
A Szabadkai Sport Egylet versenyzője volt, edzője: Matkovics Miklós. A gyaloglás mellett az atlétika más ágaival, később labdarúgással is foglalkozott.  
1899-ben 3 óra 8 perc 48 másodpercre javította a 30 kilométeres gyaloglás országos csúcsát. 1900-ban 50 kilométer gyaloglásban osztrák bajnok lett. 1901-ben 8 óra 16 perc 24 másodperces idővel győzött a berlini 75 kilométeres versenyen. Az 1906-ban megrendezett pánhellén olimpia bajnoka lett 3000 méter gyaloglásban.
Az olimpia után visszavonult az aktív versenyzéstől. Szabadka törvényhatóságának tisztviselője lett.